# العنونة في الإصدار السادس من بروتوكول الإنترنت
العنونة في الإصدار السادس من بروتوكول الإنترنت هي عنوان آي.بي المستعمل في الإصدار السادس من بروتوكول الإنترنت ويقابله عنوان آي.بي (إصدار 4) للإصدار الذي سبقه. وكان من أحد الأسباب الدافعة لتطوير الإصدار السادس هو الحاجة لعناوين آي.بي جديدة غير محجوزة بعد نفاذها لعدم توقع مصممي الإصدار الرابع للتطور الرهيب الذي شهدته الإنترنت.

## شكل العناوين
عناوين الإصدار السادس تتميز عن الإصدار الرابع بحجمها 16 بايت (أي 128 بت) مقابل 4 بايت (أي 32 بت). هذا مايوفر حوالي 3.4 × 1038 عنوانا أي 340,282,366,920,938,463,463,374,607,431,768,211,456. وإذا أردنا تمثيل ذلك، فتصور أن كل ميليمتر مربع من مساحة الأرض يقابلها 667 مليار مليار عنوان.

## الكتابة
كتابة عنوان الإصدار 6 تختلف عن كتابة عنوان الإصدار 4، والذي كان يكتب على شكل أربعة أرقام تفصلها نقاط (من الشكل 172.31.128.1). كتابة عنوان الإصدار 6 تستعمل ترميز نظام 16. فتصبح الكتابة على شكل 8 مجموعات كل منها تمثل 16 بت، ويفصل بين المجموعات الرمز  :  . ومثال ذلك الكتابة : 1fff:0000:0a88:85a3:0000:0000:ac1f:8001.
يمكن التخلص من الأصفار غير المفيدة فتصير الكتابة السابقة كالتالي : 1fff:0:a88:85a3:0:0:ac1f:8001 . وحتى المجموعات التي قيمتها معدومة على أن لا يحذف رمز  : ، فنتمكن من كتابة : 1fff:0:a88:85a3::172.31.128.1.
ويمكن استعمال الكتابة السابقة (4 أرقام تفصلها نقاط) على أن تعوض المجموعتين الأخيرتين فقط. فتكون الكتابتين التاليتين متساويتين :
- 1fff:0000:0a88:85a3:0000:0000:ac1f:8001
- 1fff:0000:0a88:85a3:0000:0000:172.31.128.1

على أن هذا الترخيص لا يعني بالضرورة وجود موافقة مع الإصدار 4.

## هوامش
1. ↑  RFC 2373, section 2.2